# Katrin Ottarsdóttir
Katrin Ottarsdóttir, född 22 maj 1957 i Tórshavn på Färöarna, är en färöisk filmregissör, manusförfattare och skådespelare.
Katrin Ottarsdóttir flyttade 1976 till Danmark där hon blev den första färingen som utbildades på Den Danske Filmskole i Köpenhamn. 1989 fick hon förstapriset för sin debutilm Atlantic Rhapsody - 52 bilder från Tórshavn vid filmfestivalen Nordische Filmtage i Lübeck. Hon fick pris igen från samma festival 1999 för sin långfilm Bye Bye Bluebird. Hon fick Färöarnas litteraturpris 2013 för sin debutdiktsamling Eru koparrør í himmiríki?.

## Filmografi
- 2014 – Ludo. Långfilm.
- 2011 – Lejlighedsminder. Filminstallation. 5 × 6-8 min.
- 2011 – Budam: Last Song. Musikvideo. 5 min.
- 2009 – Sporene gror ud af ord. Dokumentärfilm. 75 min.
- 2008 – En linje om dagen må være nok!. Dokumentärfilm. 58 min.
- 2008 – Ingen kan lave det perfekte. Dokumentärfilm. 85 min.
- 2003 – Regin smiður - une danse ballade. Dansfilm. 5 min.
- 1999 – Bye Bye Blue Bird. Långfilm (road-movie). 85 min.
- 1995 – Manden der fik lov at gå. Novellfilm. 56 min.
- 1991 – Hannis. Barnfilm. 30 min.
- 1989 – Atlantic Rhapsody - 52 myndir úr Tórshavn. Långfilm. 74 min.